# Eduardo Galhardo
Eduardo Augusto Rodrigues Galhardo (26 de junio de 1845-8 de febrero de 1908) fue un militar y administrador colonial portugués.

## Biografía
Nacido el 26 de junio de 1845. Héroe de guerra en Portugal tras la campaña en Mozambique de 1895, fue gobernador de Macao entre 1897 y 1900 y de la India portuguesa entre 1900 y 1905. Falleció el 8 de febrero de 1908.